# منتخب بلجيكا تحت 18 سنة لكرة القدم
منتخب بلجيكا تحت 18 سنة لكرة القدم هو ممثل بلجيكا الرسمي في المنافسات الدولية في كرة القدم في فئة كرة قدم تحت 18 سنة للرجال
، يديريه الاتحاد الملكي البلجيكي لكرة القدم.